# エリオット・クレッソン・メダル
エリオット・クレッソン・メダル（Elliott Cresson Medal）は、アメリカ合衆国の自然科学および発明の賞。
ペンシルベニア州フィラデルフィアのフランクリン協会から授与されていた。アメリカの慈善活動家エリオット・クレッソンにちなんで名付けられた。1998年ベンジャミン・フランクリン・メダル (フランクリン協会)に統合された。

## 受賞者
- 1875 - William Gibson A. Bonwill（生命科学）, Fiss, Banes, Erben & Co.（工学）, Powers & Weightman（工学）, William P. Tatham（発明）, Benjamin Chew Tilghman（工学）, Joseph Zentmayer（工学）
- 1877 - John Charlton（工学）, P. H. Dudley（工学）, Henry Bower（化学）
- 1878 - Cyrus Chambers, Jr.（工学）, Williams Farr Goodwin（工学）
- 1879 - Norbert Delandtsheer（発明）
- 1880 - Louis H. Spellier（発明）
- 1881 - W. Woodnut Griscom（工学）
- 1885 - Cyprien Chabot（工学）, Frederick Siemens（工学）
- 1886 - Patrick Bernard Delany（工学）, タデウス・ロー（工学）, Ott & Brewer（工学）, Pratt & Whitney Co.（工学）, Robert H. Ramsay（工学）, Liberty Walkup（発明）
- 1887 - Charles F. Albert（工学）, Hugo Bilgram（工学）, Alfred H. Cowles（工学）, Eugene H. Cowles（工学）, Thomas Shaw（工学）
- 1889 - Edward Alfred Cowper（発明）, オットマー・マーゲンターラー（工学）, T. Hart Robertson（発明）, George Frederick Simonds（工学）
- 1890 - James B. Hammond（工学）, ハーマン・ホレリス（計算機科学・認知科学）,  Mayer Hayes & Co.（工学）
- 1891 - Stockton Bates（工学）, James H. Bevington（工学）, Bradley Allen Fiske（工学）, Tinius Olsen（工学）, Edwin F. Shaw（工学）, Samuel M. Vauclain（工学）, George M. Von Culin（工学）
- 1892 - Philip H. Holmes（工学）, Henry M. Howe（工学）
- 1893 - Clifford H. Batchellor（工学）, Frederic Eugene Ives（工学）, George E. Marks（生命科学）, Paul von Jankó（工学）
- 1894 - ニコラ・テスラ（工学）
- 1895 - Henry M. Howe（工学）, James Peckover（発明）, レスター・アラン・ペルトン（工学）
- 1896 - Patrick Bernard Delany（工学）, Tolbert Lanston（発明）
- 1897 - Hamilton Y. Castner（工学）, イライシャ・グレイ（工学）, Charles Francis Jenkins（発明）, ヴィルヘルム・レントゲン（物理学）, Joseph Wilckes（発明）
- 1898 - Wilbur Olin Atwater（工学）, Thomas Corscaden（工学）, Clemens Hirschel（発明）, アンリ・モアッサン（工学）, Edward Bennett Rosa（工学）
- 1900 - American Cotton Company（工学）, Louis Edward Levy（工学）, Pencoyd Iron Works（工学）, アメリカ地質調査所（地球科学）, カール・ヴェルスバッハ（化学）
- 1901 - ルドルフ・ディーゼル（工学）, John S. Forbes（化学）, Lewis M. Haupt（工学）, メイソン・アンド・ハムリン（工学）, A. G. Waterhouse（工学）
- 1902 - Charles Ernest Acker（工学）, フレデリック・テイラー（工学）, Maunsel White（工学）
- 1903 - G. H. Clam（工学）, Joseph L. Ferrell（工学）, Wilson Lindsley Gill（工学、計算機科学・認知科学）, ヴィクトール・モーリッツ・ゴルトシュミット（工学）, フランク・スプレイグ（工学）
- 1904 - James Mapes Dodge（工学）, Wilson Lindsley Gill（工学、計算機科学・認知科学）, Hans Goldschmidt（物理学）, Louis E. Levy（工学）, L. D. Lovekin（工学）, Alexander E. Outerbridge, Jr.（工学）, John Clinton Parker（工学）
- 1905 - イライシャ・グレイ（工学）, ミカエル・ピューピン（物理学）
- 1906 - American Paper Bottle Company（工学）, William Joseph Hammer	（unspecified）
- 1907 - ボールドウィン・ロコモティブ・ワークス（工学）, John L. Borsch（物理学）, J. Allen Heany（工学）, Ferdinand Philips（工学）, Edward R. Taylor（化学）
- 1908 - Romeyn Beck Hough（工学）, アナトール・マレー（工学）
- 1909 - マリ・キュリー（化学）, ピエール・キュリー（化学）, Wolfgang Gaede（工学）, James Gayley（工学）, リュミエール兄弟（工学）, George Owen Squier（工学）, Benjamin Talbot（工学）, Walter Victor Turner（工学）, Underwood Typewriter Co.（工学）, Alexis Vernasz（工学）, H. A. Wise Wood（工学）
- 1910 - Automatic Electric Company（工学）, John A. Brashear（物理学）, Peter Cooper Hewitt（発明）, John Fritz（工学）, Robert Abbott Hadfield（工学）, アーネスト・ラザフォード（工学）, ジョゼフ・ジョン・トムソン（物理学）, Edward Weston（工学）, Harvey W. Wiley（生命科学）
- 1912 - アレクサンダー・グラハム・ベル（工学）, ウィリアム・クルックス（化学）, Alfred E Noble（工学）, エドワード・モーリー（化学）, アルバート・マイケルソン（物理学）, ヘンリー・エンフィールド・ロスコー（化学）, Samuel Wesley Stratton（工学）, エリフ・トムソン（工学）, アドルフ・フォン・バイヤー（化学）
- 1913 - エミール・ベルリナー（工学）, エミール・フィッシャー（生命科学）, ウィリアム・ラムゼー（化学）, Isham Randolph（工学）, ジョン・ウィリアム・ストラット（物理学）, Albert Sauveur（工学）, チャールズ・プロテウス・スタインメッツ（工学）
- 1914 - Josef Maria von Eder（化学）, カール・フォン・リンデ（工学）, Edgar Fahs Smith（化学）, オーヴィル・ライト（工学）
- 1915 - Michael J. Owens（工学）
- 1916 - AT&Tコーポレーション（工学）, Byron E. Eldred（工学）, Robert Gans（工学）
- 1917 - Edwin Fitch Northrup（工学）
- 1918 - Isaac Newton Lewis（工学）
- 1920 - William LeRoy Emmet（工学）
- 1923 - リー・ド・フォレスト（工学）, Raymond D. Johnson（工学）, Albert Kingsbury（工学）
- 1925 - Francis Hodgkinson（工学）
- 1926 - ジョージ・ヘール（物理学）, Charles S. Hastings（工学）
- 1927 - Dayton C. Miller（物理学）, Edward Leamington Nichols（物理学）
- 1928 - Gustaf W. Elmen（工学）, ヘンリー・フォード（工学）, Vladimir Karapetoff（計算機科学・認知科学）, Charles L. Lawrance（工学）
- 1929 - James Colquhoun Irvine（生命科学）, Chevalier Jackson（生命科学）, Elmer Ambrose Sperry
- 1930 - Norman Rothwell Gibson（物理学）, Irving Edwin Moultrop（工学）
- 1931 - クリントン・デイヴィソン（物理学）, レスター・ガーマー（物理学）, 本多光太郎（工学）, セオドア・ライマン（物理学）
- 1932 - パーシー・ブリッジマン（物理学）, Charles LeGeyt Fortescue（工学）, John B. Whitehead（unspecified）
- 1933 - Walther Bauersfeld（物理学）, フアン・デ・ラ・シエルバ（工学）
- 1934 - Stuart Ballantine（工学）, ユニオン・スイッチ・アンド・シグナル（工学）
- 1936 - George O. Curme（化学）, ロバート・ジェミソン・ヴァン・デ・グラフ（工学）
- 1937 - カール・デイヴィッド・アンダーソン（化学）, William Bowie（地球科学）, Jacques Edwin Brandenberger（工学）, ウイリアム・ジオーク（物理学）, アーネスト・ローレンス（工学）
- 1938 - エドウィン・ハーバート・ランド（工学）
- 1939 - チャールズ・バーノン・ボーイズ（物理学）, George Ashley Campbell（工学）, John R. Carson（工学）
- 1940 - Frederick M. Backet（工学）, Robert R. Williams（生命科学）
- 1941 - アメリカ海軍（工学）
- 1942 - Claude Silbert Hudson（生命科学）, イジドール・イザーク・ラービ（物理学）
- 1943 - Charles Metcalf Allen（工学）
- 1944 - Roger Adams（化学）
- 1945 - Stanford Caldwell Hooper（工学）, Lewis Ferry Moody（工学）
- 1946 - Gladeon M. Barnes（工学）
- 1948 - Edwin H. Colpitts（工学）
- 1950 - Basil Ferdinand Jamieson Schonland（物理学）
- 1952 - Edward C. Molina（工学）, H. Birchard Taylor（工学）
- 1953 - William Blum（物理学）, George Russell Harrison（物理学）, William F. Meggers（物理学）
- 1955 - F. Philip Bowden（物理学）
- 1957 - ウィラード・リビー（物理学）, Reginald James Seymour Pigott（工学）, ロバート・ワトソン＝ワット（工学）
- 1958 - Joseph C. Patrick（化学）, ステパーン・ティモシェンコ（工学）
- 1959 - John Hays Hammond（工学）, Henry Charles Harrison（工学）, Irving Wolff（工学）
- 1960 - ヒュー・ドライデン（工学）, Arpad Ludwig Nadai（工学）, William Francis Gray Swann（物理学）
- 1961 - ドナルド・グレーザー（物理学）, ルドルフ・メスバウアー（物理学）, Reinhold Rudenberg（工学）, ジェームズ・ヴァン・アレン（物理学）
- 1962 - ジェイムズ・G・ベイカー（物理学）,ヴェルナー・フォン・ブラウン（工学）
- 1963 - Nicholas Christofilos（物理学）, グロート・レーバー（物理学）
- 1964 - Waldo L. Semon（工学）, Richard V. Southwell（物理学）, ロバート・ラスバン・ウィルソン（物理学）
- 1965 - Donald Dexter Van Slyke（生命科学）
- 1966 - Everitt P. Blizard（物理学）, Herman Francis Mark（化学）
- 1968 - Neil Bartlett（化学）
- 1969 - ヘンリー・アイリング（化学）, Peter Carl Goldmark（工学）
- 1970 - Walter Henry Zinn（工学）
- 1971 - ポール・フローリー（化学）, ジョン・ヴァン・ヴレック（物理学）
- 1972 - ブライアン・ジョゼフソン（物理学）, William Powell Lear（工学）
- 1973 - アラン・サンデージ（物理学）, ジョン・スタップ（生命科学）
- 1974 - Theodore L. Cairns（化学）, ロバート・H・ディッケ（物理学）, Arie Jan Haagen-Smit（地球科学）, ブルーノ・ロッシ（物理学）
- 1975 - Mildred Cohn（生命科学）, Michael James Lighthill（物理学）
- 1976 - レオン・レーダーマン（物理学）
- 1978 - ハーバート・ブラウン（化学）, Frank H. Stillinger（化学）
- 1979 - スティーヴン・ワインバーグ（物理学）
- 1980 - リカルド・ジャコーニ（物理学）
- 1981 - Marion King Hubbert（地球科学）
- 1982 - Harold P. Eubank（物理学）, Edgar Bright Wilson, Jr.（物理学）
- 1984 - エリザベス・F・ニューフェルド（生命科学）
- 1985 - Robert N. Clayton（工学）, アンドレイ・サハロフ（物理学）
- 1986 - レオ・カダノフ（物理学）
- 1987 - ゲルト・ビーニッヒ（物理学）, ハインリッヒ・ローラー（物理学）
- 1988 - Harry G. Drickamer（工学）
- 1989 - エドワード・ローレンツ（物理学）
- 1990 - Marlan O. Scully（物理学）
- 1991 - ヤキール・アハラノフ（物理学）, デヴィッド・ボーム（物理学）
- 1992 - Lap-Chee Tsui（生命科学）
- 1995 - Marvin H. Caruthers（生命科学）, アルフレッド・チョー（物理学）
- 1997 - Irwin Fridovich（生命科学）, Joe Milton McCord（生命科学）